# Blijf bij mij (Ruth Jacott)
"Blijf bij mij" is een nummer van de Nederlandse zangeres Ruth Jacott. Het nummer verscheen op haar debuutalbum Ruth Jacott uit 1993. Op 21 juni van dat jaar werd een liveversie van het nummer als duet met Paul de Leeuw uitgebracht als single.

## Achtergrond
"Blijf bij mij" is geschreven door Ton op 't Hof, Lisa Boray en Guus Westdorp en geproduceerd door John van Eijk en Cor Bakker. Het werd geschreven voor het Nationaal Songfestival 1993, uitgezonden op 26 maart van dat jaar, waarin werd bepaald met welk nummer Jacott zou deelnemen aan het Eurovisiesongfestival van dat jaar. Het eindigde hier op de vijfde plaats en Jacott zou naar het festival gaan met "Vrede".
Na afloop van het festival, gehouden op 15 mei 1993 in het Ierse Millstreet, presenteerde Paul de Leeuw vanuit Amstelveen zijn show De Leeuw is los!, waarin hij contact zocht met Jacott. Via een satellietverbinding zongen de twee samen "Blijf bij mij". Over het duet vertelde De Leeuw in een interview: "Soms zijn er van die momenten dat alles klopt. Ik hoopte dat Ruth vanuit Ierland, na afloop van de finale, met me mee zou zingen, en dat deed ze. We hadden een kleine vertraging op de lijn, maar het werd een duet tussen Amstelveen en Millstreet. Er zaten die nacht nog wel twee of drie miljoen mensen te kijken, dus dan wordt het opeens een hit."
Naar aanleiding van het duet namen Jacott en De Leeuw een professionele versie van "Blijf bij mij" op, die een maand na het Eurovisiesongfestival als single werd uitgebracht. Er werden twee liveversies uitgebracht: een met publiek en een zonder. Het was een succesvolle samenwerking en werd zelfs een grotere hit dan "Vrede". De single behaalde de vijfde plaats in zowel de Nederlandse Top 40 als de Mega Top 50. Van het nummer verschenen twee covers door Vlaamse artiesten: Nicole & Hugo brachten het in 2014 uit, terwijl Dean Delannoit dit in 2015 deed.

## Hitnoteringen

### Nederlandse Top 40
| Hitnotering: 03-07-1993 t/m 04-09-1993 | Hitnotering: 03-07-1993 t/m 04-09-1993 | Hitnotering: 03-07-1993 t/m 04-09-1993 | Hitnotering: 03-07-1993 t/m 04-09-1993 | Hitnotering: 03-07-1993 t/m 04-09-1993 | Hitnotering: 03-07-1993 t/m 04-09-1993 | Hitnotering: 03-07-1993 t/m 04-09-1993 | Hitnotering: 03-07-1993 t/m 04-09-1993 | Hitnotering: 03-07-1993 t/m 04-09-1993 | Hitnotering: 03-07-1993 t/m 04-09-1993 | Hitnotering: 03-07-1993 t/m 04-09-1993 | Hitnotering: 03-07-1993 t/m 04-09-1993 |
| Week                                   | 1                                      | 2                                      | 3                                      | 4                                      | 5                                      | 6                                      | 7                                      | 8                                      | 9                                      | 10                                     |                                        |
| -------------------------------------- | -------------------------------------- | -------------------------------------- | -------------------------------------- | -------------------------------------- | -------------------------------------- | -------------------------------------- | -------------------------------------- | -------------------------------------- | -------------------------------------- | -------------------------------------- | -------------------------------------- |
| Positie                                | 25                                     | 12                                     | 6                                      | 5                                      | 5                                      | 6                                      | 9                                      | 14                                     | 28                                     | 39                                     | uit                                    |

### Mega Top 50
| Hitnotering: 03-07-1993 t/m 04-09-1993 | Hitnotering: 03-07-1993 t/m 04-09-1993 | Hitnotering: 03-07-1993 t/m 04-09-1993 | Hitnotering: 03-07-1993 t/m 04-09-1993 | Hitnotering: 03-07-1993 t/m 04-09-1993 | Hitnotering: 03-07-1993 t/m 04-09-1993 | Hitnotering: 03-07-1993 t/m 04-09-1993 | Hitnotering: 03-07-1993 t/m 04-09-1993 | Hitnotering: 03-07-1993 t/m 04-09-1993 | Hitnotering: 03-07-1993 t/m 04-09-1993 | Hitnotering: 03-07-1993 t/m 04-09-1993 | Hitnotering: 03-07-1993 t/m 04-09-1993 |
| Week                                   | 1                                      | 2                                      | 3                                      | 4                                      | 5                                      | 6                                      | 7                                      | 8                                      | 9                                      | 10                                     |                                        |
| -------------------------------------- | -------------------------------------- | -------------------------------------- | -------------------------------------- | -------------------------------------- | -------------------------------------- | -------------------------------------- | -------------------------------------- | -------------------------------------- | -------------------------------------- | -------------------------------------- | -------------------------------------- |
| Positie                                | 39                                     | 10                                     | 7                                      | 5                                      | 6                                      | 7                                      | 9                                      | 14                                     | 29                                     | 46                                     | uit                                    |

### NPO Radio 2 Top 2000
| Nummer met noteringen in de NPO Radio 2 Top 2000 | '01  | '02 | '03 | '04  | '05 | '06 | '07 | '08 | '09 | '10  | '11  | '12  | '13  | '14  |
| ------------------------------------------------ | ---- | --- | --- | ---- | --- | --- | --- | --- | --- | ---- | ---- | ---- | ---- | ---- |
| Blijf bij mij                                    | 1025 | 977 | 821 | 1011 | 669 | 579 | 923 | 751 | 888 | 1155 | 1355 | 1130 | 1421 | 1782 |

1. ↑  Een vetgedrukt getal geeft de hoogste notering aan.
2. ↑  2001 was het eerste jaar met een notering voor dit nummer.
3. ↑  Deze tabel is bijgewerkt tot en met de laatste editie (2024).